# 토로로 신병
토로로 일병은 요시자키 미네 원작의 애니메이션 '케로로 군조'에 등장하는 인물로 계급은 일병이다.

## 인물
자신 외에는 모조리 바보라고 여기는 거만한 캐릭터로 쿠루루 상사와 닮은 점이 많다 우선 “푸푸푸”라고 하는 낮은 톤의 기분 나쁜 웃음, 뱅뱅이 안경, 다크 페이스, 딱 한 종류의 음식 밖에 안 먹는 부분(쿠루루는 카레종류 토로로는 햄버거등의 패스트 푸드)등 많은 부분에서 쿠루루의 특징과 비슷함을 알 수 있다. 케론군 최고의 해커라고는 한다. 엄청난 공격력과 방어력을 지니고는 있지만 쉽게 흥분하는 성격이며 잘난체를 많이 한다. 쿠루루가 케론군에 있을 때 만든 해킹 시스템을 몰래 빼돌려 무단 수정 한 것이 들통나 후에 다시 해킹당해 쿠루루에게 응징 당한다.

### 소개
쿠루루가 케론군 장교 시절에는 본래 군대와는 거리가 먼 인물이었으나 해킹을 시도하게 되고, 계속 지기만 하면서도 끝까지 해킹을 시도했다. 덕분에 그 뛰어난 실력으로 인해 케론군 본부에 스카우트되고 가루루 소대에 배속 받는다. 그의 해킹 실력은 지구의 네트워크를 한순간에 잠재우고 초고도의 암호가 걸린 비밀기지 시스템 해킹, 방어 프로그램을 발판 삼아 최종 방어라인까지 통과하고 우주 군수공장 메인 컴퓨터를 해킹해 방어벽 시스템을 기동하는 등 천재적인 실력을 보인다. 하지만 2기 마지막 편엔 쿠루루한테 처절히 응징당한다.

### 생김새
쿠루루 상사와는 다른 안경을 끼고있다 안경은 동그라미 안에 동그라미 안에 또 동그라미가 있는 모양이다. 헬멧을 쓰고 있으며 몸의 배색은 짙은 주황색 안경이 박살나면 쿠루루처럼 안경을 찾는다.

### 전투 능력
원래 군대와는 동떨어진 캐릭터라 전투에 미숙하다. 복제로봇 쿠루루에게 대량의 미사일 발포와 함선에 장착된 최종병기라 할 수 있는 에너지포를 쏘아서 우주 군수공장을 쑥대밭으로 만드는 등 전투에 아주 미숙한 면을 보여준다.